# Dvorčák
Dvorčák je přírodní rezervace poblíž obce Paršovice v okrese Přerov. Oblast spravuje Agentura ochrany přírody a krajiny ČR. Důvodem ochrany je přirozený smíšený les s bohatou květenou.